# برگا، سوئد
بِرگا (به سوئدی: Berga) یک منطقه مسکونی است که در بخش هوگسبی شهرستان کالمار در کشور سوئد واقع شده است. جمعیت برگا در پایان سال ۲۰۱۰ بالغ بر ۷۲۴ نفر بوده است.